# Santa Clara em Vigna Clara (título cardinalício)
Santa Clara em Vigna Clara (em latim: Sanctæ Claræ ad Vineam Claram) é um título cardinalício que foi instituído pelo Papa Paulo VI em 29 de abril de 1969. Sua sede se encontra em Roma, na Igreja de Santa Chiara a Vigna Clara.

## Titulares
- Gordon Joseph Gray (1969-1993)
- Vinko Puljic (1994-)